# 刘学周 (1954年)
刘学周（1954年7月—），河南郾城人，大学学历，主任医师。曾任河南省卫生厅党组书记、厅长。

## 生平
1977年9月在郾城县人民医院工作，历任郾城县卫生局副局长、局长，漯河市卫生局副局长、局长，河南省卫生厅副厅长（兼河南省人民医院院长）、厅长。2014年3月，任河南省政协常委、教科文卫委员会副主任，2016年1月升至主任。
2011年11月，任中共河南省委九届委员。2015年12月，任中华医学会第二十五届理事会常务理事。
2017年5月，因涉嫌严重违纪，接受组织审查。